# 亨利·毕比
查尔斯·亨利·毕比（英語：Charles Henry Bibby，1949年11月24日—），美国NBA联盟前职业篮球运动员、教练。他在1972年的NBA选秀中第4轮第58顺位被纽约尼克斯选中。

## 家庭
- 儿子：迈克·毕比